# Notoxus filicornis
Notoxus filicornis är en skalbaggsart som beskrevs av Thomas Casey 1895. Notoxus filicornis ingår i släktet Notoxus och familjen kvickbaggar. Inga underarter finns listade i Catalogue of Life.